# 伊西尼-勒比阿
伊西尼-勒比阿（法語：Isigny-le-Buat，法語發音：[iziɲi lə bɥa]）是法国芒什省的一个市镇，属于阿夫朗什区。

## 历史
伊西尼-勒比阿于1969年1月1日由原市镇伊西尼和勒比阿合并而成。1973年3月15日，市镇莱比亚尔、沙朗德雷、拉芒斯利耶尔、勒梅尼勒伯、勒梅尼勒泰博、蒙戈捷、蒙蒂尼、纳夫泰勒和沃赞以关联合并的形式并入伊西尼-勒比阿。

## 地理
伊西尼-勒比阿（48°37'8"N, 1°10'17"W）面积73.31 平方千米，位于法国诺曼底大区芒什省，该省份为法国西北部沿海省份，西、北、东北三面环大西洋，东起顺时针与卡爾瓦多斯省、奧恩省、马耶讷省和伊勒-维莱讷省接壤。
与伊西尼-勒比阿接壤的市镇（或旧市镇、城区）包括：大塞朗、拉沙佩勒于雷、迪塞-莱谢里、马西伊、勒梅尼拉尔、勒梅尼勒奥泽讷、雷菲韦耶、圣洛朗德泰尔加特、格朗帕里尼、圣伊莱尔迪阿库埃。
伊西尼-勒比阿的时区为UTC+01:00、UTC+02:00（夏令时）。

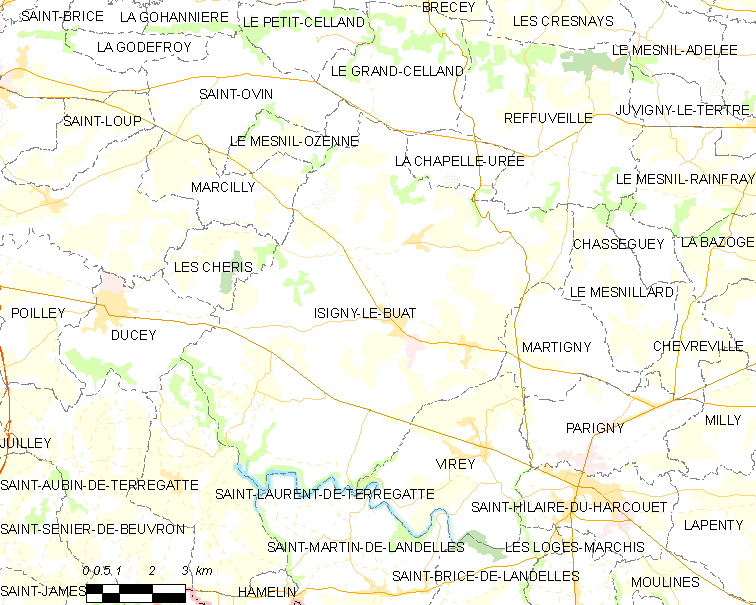
伊西尼-勒比阿的OSM定位图

## 行政
伊西尼-勒比阿的邮政编码为50540，INSEE市镇编码为50256。

## 政治
伊西尼-勒比阿所属的省级选区为伊西尼-勒比阿县。

## 人口

1962-2008年间伊西尼-勒比阿人口变化图示

伊西尼-勒比阿于2022年1月1日时的人口数量为3187人。